# Specimens of Beauty
Specimens of Beauty es un documental sobre la banda de rock estadounidense Phish grabado para su álbum de 2004 Undermind. Dirigido por el fotógrafo Danny Clinch, la película muestra las técnicas usadas por la banda y el productor Tchad Blake.
Grabado en el estudio de grabación de Trey Anastasio, The Barn, a las afueras de Burlington, Vermont, el documental contiene metraje de las sesiones de grabación de la pista "Crowd Control" del álbum Undermind.
Specimens of Beauty se incluyó con las primeras copias de Undermind como bonus DVD.

## Personal
Phish
Trey Anastasio - guitarra, voz
Page McConnell - teclados, voz
Mike Gordon - bajo, voz
Jon Fishman - batería, voz